# 딴따라 (드라마)
《딴따라》는 2016년 4월 20일부터 2016년 6월 16일까지 SBS에서 방영된 드라마 스페셜이다. 한편 SBS는 해당 작품에 앞서 자회사 더 스토리웍스의 첫 외주제작 드라마인 미녀 공심이를 내보낼 예정이었으나 갑작스럽게 미세스 캅 2 후속 주말 특별기획 드라마로 편성이 바뀌자 <딴따라>가 대타로 들어갔다.

## 줄거리
대한민국 최고의 아이돌 그룹을 키워낸 전직 대한민국 최대 가수 엔터테인먼트의 이사였지만 배신과 음모에 휘둘리며 한순간 나락으로 떨어진 후, 현 대한민국 가장 찌질한 신생 망고엔터테인먼트의 신석호 대표의 성공 스토리를 담은 작품.

## 등장 인물

### 주요 인물
- 지성 : 신석호 역
- 이혜리 : 정그린 역
- 강민혁 : 조하늘 역 (아역 : 송준희)
- 채정안 : 여민주 역

### KTOP 관련 인물
- 전노민 : 이준석 역
- 허준석 : 김주한 역

### 신석호 주변 인물
- 정만식 : 장만식 역
- 안내상 : 변사장 역

### 밴드
- 공명 : 카일 (이방글) 역
- 이태선 : 나연수 역
- 병헌 : 서재훈 역

### 그 외 인물들
- 조연호 : 나찬희 역
- 안효섭 : 지누 역
- 조윤서 : 이지영 역
- 최민영 : 이경수 역
- 윤지상
- 정규수 : 신석호의 아버지 역
- 성병숙 : 신석호의 어머니 역
- 김병춘
- 김경룡 : 이지영의 아버지 역
- 성찬호
- 조재룡 : 정상무 역
- 김성겸 : 여민주 父 역
- 이창
- 설창희
- 동윤석
- 서광재
- 민준현
- 김재일
- 정현석
- 조성희
- 맹상훈 : 서재훈의 아버지 역
- 최지나 : 서재훈의 어머니 역
- 박명신 : 조하늘의 어머니 역
- 양승걸
- 김광현 : 경찰 역
- 조완기 : 작곡가 역
- 이진희
- 한동환 : 변호사 역
- 하경민
- 이랑서

### 특별 출연
- 김건모
- 설혜영
- 장윤정
- 성지루 : 김사장 역
- 이한위 : 예능국장 역
- 장원영 : 박원영 기자 역
- 조영구 :
- 윤기원 : 방송국 PD 역
- 김호창
- 박지일
- 태항호
- 오경수
- 박신혜 : 박대리 역
- 로열 파이럿츠
- 헬로비너스 : k-top 소속가수 역
- BABA
- 도희 : 루나 역
- 김기리 : 연습생 관리 트레이너 역
- 권해효 : 예능국장 역
- 안석환 : 김성남 역
- 오정세 : 검사 역
- 박지윤
- 서강준 : 이상원 역
- 켄 : 더 쇼 MC 역
- 예린 : 더 쇼 MC 역
- 조미 : 더 쇼 MC 역
- 박소현 : 라디오 DJ 역
- 조복래 : 조성현 역
- 조은지 : 조 과장 역
- 전생용
- 버드리
- 김소혜 : 최가은 역
- 이현우 : 최준하 역
- 박찬민
- 정찬 : 와일드 컴퍼니 대표 역
- 장항준
- 박은빈 : 수현 역
- 김찬미 : 더 쇼 MC 역
- 이승협 : 더 쇼 MC 역

## 시청률
아래의 파란색 숫자는 '최저 시청률'이고, 빨간색 숫자는 '최고 시청률'입니다. 시청률조사회사와 지역별로 시청률에 차이가 있을 수 있습니다.
| 2016년      | 2016년      | 2016년         | 2016년       | 2016년         | 2016년       |
| 회차        | 방송일      | TNmS 시청률    | TNmS 시청률  | AGB 시청률     | AGB 시청률   |
| 회차        | 방송일      | 대한민국(전국) | 서울(수도권) | 대한민국(전국) | 서울(수도권) |
| ----------- | ----------- | -------------- | ------------ | -------------- | ------------ |
| 제1회       | 4월 20일    | 5.2%           | 6.8%         | 6.2%           | 7.2%         |
| 제2회       | 4월 21일    | 6.6%           | 7.7%         | 6.6%           | 7.6%         |
| 제3회       | 4월 27일    | 5.5%           | 7.2%         | 7.2%           | 8.5%         |
| 제4회       | 4월 28일    | 7.6%           | 9.6%         | 8.3%           | 9.3%         |
| 제5회       | 5월 4일     | 5.6%           | 7.7%         | 7.4%           | 8.8%         |
| 제6회       | 5월 5일     | 8.2%           | 10.8%        | 8.7%           | 10.2%        |
| 제7회       | 5월 11일    | 6.4%           | 8.6%         | 7.8%           | 9.3%         |
| 제8회       | 5월 12일    | 7.0%           | 8.3%         | 8.6%           | 10.3%        |
| 제9회       | 5월 18일    | 7.0%           | 8.8%         | 7.8%           | 8.8%         |
| 제10회      | 5월 19일    | 6.8%           | 7.4%         | 7.7%           | 8.8%         |
| 제11회      | 5월 25일    | 5.7%           | 7.3%         | 7.5%           | 8.7%         |
| 제12회      | 5월 26일    | 7.1%           | 8.5%         | 8.6%           | 9.9%         |
| 제13회      | 6월 1일     | 5.9%           | 7.8%         | 8.4%           | 10.0%        |
| 제14회      | 6월 2일     | 6.8%           | 7.9%         | 8.1%           | 10.0%        |
| 제15회      | 6월 8일     | 5.2%           | 6.5%         | 7.2%           | 8.7%         |
| 제16회      | 6월 9일     | 7.1%           | 8.8%         | 7.9%           | 8.8%         |
| 제17회      | 6월 15일    | 5.2%           | 5.9%         | 7.5%           | 9.0%         |
| 제18회      | 6월 16일    | 6.4%           | 7.6%         | 7.8%           | 8.9%         |
| 평균 시청률 | 평균 시청률 | 6.4%           | 8.0%         | 7.7%           | 9.0%         |

## 동시간대 드라마
KBS 수목드라마
- 《마스터 - 국수의 신》 (2016년 4월 27일 ~ 2016년 6월 30일)

MBC 수목드라마
- 《굿바이 미스터 블랙》 : (2016년 3월 16일 ~ 2016년 5월 19일)
- 《운빨로맨스》 : (2016년 5월 25일 ~ 2016년 7월 14일)

## 연장
- 2016년 5월 12일 : 딴따라 방영 분량이 16부작에서 2회 연장되어 18부작으로 변경 및 확정되었다.

## 수상
- 2016년 SBS 연기대상 로맨틱코미디 부문 남자 우수 연기상 강민혁
- 2016년 SBS 연기대상 뉴스타상 혜리